# Cleome pinarensis
Cleome pinarensis är en paradisblomsterväxtart som beskrevs av Leon. Cleome pinarensis ingår i släktet paradisblomstersläktet, och familjen paradisblomsterväxter. Inga underarter finns listade i Catalogue of Life.